# Cotula nigellifolia
Cotula nigellifolia là một loài thực vật có hoa trong họ Cúc. Loài này được (DC.) K.Bremer & Humphries mô tả khoa học đầu tiên năm 1993.